# Kanton Saint-Laurent-en-Grandvaux
Der Kanton Saint-Laurent-en-Grandvaux ist ein französischer Wahlkreis im Département Jura in der Region Bourgogne-Franche-Comté. Er umfasst 67 Gemeinden aus den Arrondissements Lons-le-Saunier und Saint-Claude, sein Hauptort (frz.: bureau centralisateur) ist Saint-Laurent-en-Grandvaux. Im Rahmen der landesweiten Neuordnung der französischen Kantone wurde er im Frühjahr 2015 um die drei ehemaligen Kantone Clairvaux-les-Lacs, Les Planches-en-Montagne und Nozeroy erheblich erweitert.

## Gemeinden
Der Kanton besteht aus 66 Gemeinden mit insgesamt 16.109 Einwohnern (Stand: 1. Januar 2022) auf einer Gesamtfläche von 681,44 km²:
| Gemeinde                          | Einwohner 1. Januar 2022 | Fläche km² | Dichte Einw./km² | Code INSEE | Postleitzahl | Arrondissement  |
| --------------------------------- | ------------------------ | ---------- | ---------------- | ---------- | ------------ | --------------- |
| Arsure-Arsurette                  | 100                      | 12,56      | 8                | 39020      | 39250        | Lons-le-Saunier |
| Barésia-sur-l’Ain                 | 154                      | 9,39       | 16               | 39038      | 39130        | Lons-le-Saunier |
| Bief-des-Maisons                  | 74                       | 5,79       | 13               | 39052      | 39150        | Lons-le-Saunier |
| Bief-du-Fourg                     | 217                      | 10,20      | 21               | 39053      | 39250        | Lons-le-Saunier |
| Billecul                          | 56                       | 4,41       | 13               | 39055      | 39250        | Lons-le-Saunier |
| Boissia                           | 114                      | 5,67       | 20               | 39061      | 39130        | Lons-le-Saunier |
| Bonlieu                           | 218                      | 13,05      | 17               | 39063      | 39130        | Lons-le-Saunier |
| Censeau                           | 332                      | 9,86       | 34               | 39083      | 39250        | Lons-le-Saunier |
| Cerniébaud                        | 90                       | 10,53      | 9                | 39085      | 39250        | Lons-le-Saunier |
| Charcier                          | 142                      | 12,91      | 11               | 39107      | 39130        | Lons-le-Saunier |
| Charency                          | 56                       | 2,73       | 21               | 39108      | 39250        | Lons-le-Saunier |
| Charézier                         | 169                      | 9,26       | 18               | 39109      | 39130        | Lons-le-Saunier |
| Chaux-des-Crotenay                | 401                      | 11,67      | 34               | 39129      | 39150        | Lons-le-Saunier |
| Chevrotaine                       | 33                       | 5,33       | 6                | 39143      | 39130        | Lons-le-Saunier |
| Clairvaux-les-Lacs                | 1.428                    | 12,29      | 116              | 39154      | 39130        | Lons-le-Saunier |
| Cogna                             | 235                      | 6,60       | 36               | 39156      | 39130        | Lons-le-Saunier |
| Conte                             | 58                       | 3,32       | 17               | 39165      | 39300        | Lons-le-Saunier |
| Crans                             | 86                       | 9,03       | 10               | 39178      | 39300        | Lons-le-Saunier |
| Cuvier                            | 274                      | 10,32      | 27               | 39187      | 39250        | Lons-le-Saunier |
| Denezières                        | 73                       | 6,41       | 11               | 39192      | 39130        | Lons-le-Saunier |
| Doucier                           | 281                      | 12,52      | 22               | 39201      | 39130        | Lons-le-Saunier |
| Doye                              | 108                      | 3,56       | 30               | 39203      | 39250        | Lons-le-Saunier |
| Entre-deux-Monts                  | 165                      | 5,36       | 31               | 39208      | 39150        | Lons-le-Saunier |
| Esserval-Tartre                   | 132                      | 12,19      | 11               | 39214      | 39250        | Lons-le-Saunier |
| Foncine-le-Bas                    | 203                      | 9,29       | 22               | 39227      | 39520        | Lons-le-Saunier |
| Foncine-le-Haut                   | 1.107                    | 28,95      | 38               | 39228      | 39460        | Lons-le-Saunier |
| Fontenu                           | 73                       | 6,71       | 11               | 39230      | 39130        | Lons-le-Saunier |
| Fort-du-Plasne                    | 478                      | 12,92      | 37               | 39232      | 39150        | Saint-Claude    |
| Fraroz                            | 59                       | 6,22       | 9                | 39237      | 39250        | Lons-le-Saunier |
| Gillois                           | 128                      | 9,65       | 13               | 39254      | 39250        | Lons-le-Saunier |
| Grande-Rivière Château            | 633                      | 39,21      | 16               | 39258      | 39150        | Saint-Claude    |
| Hautecour                         | 197                      | 5,19       | 38               | 39265      | 39130        | Lons-le-Saunier |
| La Chaumusse                      | 391                      | 10,62      | 37               | 39126      | 39150        | Saint-Claude    |
| La Chaux-du-Dombief               | 568                      | 21,65      | 26               | 39131      | 39150        | Saint-Claude    |
| La Favière                        | 32                       | 2,78       | 12               | 39221      | 39250        | Lons-le-Saunier |
| La Frasnée                        | 40                       | 3,19       | 13               | 39239      | 39130        | Lons-le-Saunier |
| La Latette                        | 77                       | 5,89       | 13               | 39282      | 39250        | Lons-le-Saunier |
| Lac-des-Rouges-Truites            | 395                      | 19,69      | 20               | 39271      | 39150        | Saint-Claude    |
| Largillay-Marsonnay               | 131                      | 6,98       | 19               | 39278      | 39130        | Lons-le-Saunier |
| Le Frasnois                       | 171                      | 14,56      | 12               | 39240      | 39130        | Lons-le-Saunier |
| Les Chalesmes                     | 83                       | 9,47       | 9                | 39091      | 39150        | Lons-le-Saunier |
| Les Planches-en-Montagne          | 156                      | 13,48      | 12               | 39424      | 39150        | Lons-le-Saunier |
| Longcochon                        | 58                       | 3,64       | 16               | 39298      | 39250        | Lons-le-Saunier |
| Marigny                           | 215                      | 11,99      | 18               | 39313      | 39130        | Lons-le-Saunier |
| Menétrux-en-Joux                  | 74                       | 8,78       | 8                | 39322      | 39130        | Lons-le-Saunier |
| Mesnois                           | 168                      | 11,47      | 15               | 39326      | 39130        | Lons-le-Saunier |
| Mièges                            | 165                      | 7,68       | 21               | 39329      | 39250        | Lons-le-Saunier |
| Mignovillard                      | 882                      | 53,82      | 16               | 39331      | 39250        | Lons-le-Saunier |
| Mournans-Charbonny                | 82                       | 5,06       | 16               | 39372      | 39250        | Lons-le-Saunier |
| Nozeroy                           | 396                      | 3,74       | 106              | 39391      | 39250        | Lons-le-Saunier |
| Onglières                         | 64                       | 8,99       | 7                | 39393      | 39250        | Lons-le-Saunier |
| Patornay                          | 154                      | 1,80       | 86               | 39408      | 39130        | Lons-le-Saunier |
| Plénise                           | 63                       | 5,43       | 12               | 39427      | 39250        | Lons-le-Saunier |
| Plénisette                        | 21                       | 2,61       | 8                | 39428      | 39250        | Lons-le-Saunier |
| Pont-de-Poitte                    | 626                      | 7,02       | 89               | 39435      | 39130        | Lons-le-Saunier |
| Rix                               | 77                       | 5,17       | 15               | 39461      | 39250        | Lons-le-Saunier |
| Saffloz                           | 87                       | 8,65       | 10               | 39473      | 39130        | Lons-le-Saunier |
| Saint-Laurent-en-Grandvaux        | 1.818                    | 17,57      | 103              | 39487      | 39150        | Saint-Claude    |
| Saint-Maurice-Crillat             | 242                      | 20,79      | 12               | 39493      | 39130        | Lons-le-Saunier |
| Saint-Pierre                      | 362                      | 16,37      | 22               | 39494      | 39150        | Saint-Claude    |
| Saugeot                           | 56                       | 4,49       | 12               | 39505      | 39130        | Lons-le-Saunier |
| Songeson                          | 72                       | 8,42       | 9                | 39518      | 39130        | Lons-le-Saunier |
| Soucia                            | 174                      | 12,37      | 14               | 39519      | 39130        | Lons-le-Saunier |
| Thoiria                           | 183                      | 12,24      | 15               | 39531      | 39130        | Lons-le-Saunier |
| Uxelles                           | 65                       | 5,27       | 12               | 39538      | 39130        | Lons-le-Saunier |
| Vertamboz                         | 87                       | 6,66       | 13               | 39556      | 39130        | Lons-le-Saunier |
| Kanton Saint-Laurent-en-Grandvaux | 16.109                   | 681,44     | 24               | 3915       | –            | –               |

Bis zur landesweiten Neuordnung der französischen Kantone im März 2015 gehörten zum Kanton Saint-Laurent-en-Grandvaux die 15 Gemeinden Bonlieu, Chaux-des-Prés, Château-des-Prés, Denezières, Fort-du-Plasne, Grande-Rivière, La Chaumusse, La Chaux-du-Dombief, Lac-des-Rouges-Truites, Les Piards, Prénovel, Saint-Laurent-en-Grandvaux, Saint-Maurice-Crillat, Saint-Pierre und Saugeot. Sein Zuschnitt entsprach einer Fläche von 204,05 km2. Er besaß vor 2015 den INSEE-Code 3928.

## Veränderungen im Gemeindebestand seit 2015
2019:
- Fusion Château-des-Prés und Grande-Rivière und → Grande-Rivière Château
- Fusion Les Piards, Nanchez und Villard-sur-Bienne (Kanton Saint-Claude) → Nanchez

2016:
- Fusion Esserval-Combe, Mièges und Molpré → Mièges
- Fusion Communailles-en-Montagne und Mignovillard → Mignovillard
- Fusion Chaux-des-Prés und Prénovel → Nanchez

## Politik
| Vertreter im Departementrat | Vertreter im Departementrat      | Vertreter im Departementrat |
| Amtszeit                    | Namen                            | Partei                      |
| --------------------------- | -------------------------------- | --------------------------- |
| 2015–                       | Gilbert Blondeau Françoise Vespa | UD                          |